# Список воевод Михайлова
Воеводы Михайлова
- 1551: Александр Иванович (князь воротынский) — 1-й воевода
- 1551: Головин, Михаил Петрович Меньшой — 2-й воевода
- 1554—1555: Бутурлин, Василий Андреевич — воевода
- 1556: Куракин, Григорий Андреевич
- 1560: Кропоткин, Тимофей — 1-й воевода
- 1560: Измайлов, Иван Яковлевич — 2-й воевода
- 1560: Сидоров, Григорий Степанович — голова
- 1560—1563: Татев, Андрей Иванович — 1-й воевода
- 1563—1564: Голохвастов, Никита Казаринов — 2-й воевода
- 1563: Измайлов, Пётр Никитич (или Измайлов, Иван Яковлевич) — осадной воевода
- 1565: Шереметев, Фёдор Васильевич — воевода
- 1565—1567: Сидоров, Григорий Степанович — голова
- 1566: Репнин, Андрей Васильевич — воевода
- 1566: Шереметев, Иван Васильевич (Меньшой)
- 1567: Дашков, Иван Дмитриевич — воевода
- 1575: Гундоров, Иван Андреевич
- 1575—1576: Гундоров Иван Васильевич — осадный воевода
- 1577: Гагарин, Пётр Фёдорович — осадной воевода
- 1581: Засекин, Григорий Осипович
- 1581: Беклемишев, Степан Владимирович — осадной воевода
- 1582: Салтыков, Михаил Михайлович — в сторожевом полку
- 1582: Давыдов, Никифор Степанович — в сторожевом полку
- 1582: Мещерский, Юрий Михайлович
- 1582: Щетинин, Григорий Владимирович — осадной воевода
- 1583: Головин, Михаил Иванович — в сторожевом полку
- 1583: Посол Ивашкин Тутыхин — в сторожевом полку
- 1584: Засекин, Иван Фёдорович — воевода
- 1584: Солнцев, Иван Андреевич — в сторожевом полку
- 1584—1585: Вердеревский, Василий Никитич — осадный воевода
- 1585: Звенигородский, Семён Григорьевич — воевода в сторожевом полку
- 1585: Бутурлин, Ефим Варфоломеевич — в сторожевом полку
- 1585: Биркин, Родион Петрович — в сторожевом полку
- 1586—1587: Ромодановский, Григорий Петрович
- 1587: Вердеревский, Василий Никитич — голова
- 1587: Барятинский, Пётр Иванович
- 1587—1588: Токмаков, Иван Юрьевич — 1-й полковой воевода в сторожевом полку
- 1587—1588: Полев, Иван Осипович — 2-й полковой воевода в сторожевом полку
- 1588: Умной-Колычёв, Василий Иванович — 1-й воевода
- 1588: Барятинский, Дмитрий Михайлович — в сторожевом полку
- 1588: Бахтеяров-Ростовский, Владимир Иванович
- 1588: Кобяков, Иван Тихонович
- 1589: Щербатов, Лука Осипович
- 1591: Засекин, Иван Фёдорович — воевода
- 1591: Колтовский, Степан Борисович — голова
- 1592: Бахтеяров, Иван
- 1592: Вердеревский, Василий Никитич — голова
- 1592—1594: Полев, Иван Осипович — полковой воевода в сторожевом полку
- 1594: Волынский, Иван Григорьевич
- 1597: Вельяминов, Григорий Игнатьевич
- 1598: Измайлов, Артемий Васильевич — голова
- 1600: Гагарин, Семён Семёнович (Ветчина)[1]
- 1600: Плещеев, Алексей Романович
- 1601: Бутурлин, Ефим Ворфоломеевич
- 1601: Фёдоров, Пётр
- 1602: Григорев, Иван
- 1602: Давыдов, Иван
- 1603: Вельяминов, Борис Михайлович — стольник
- 1603: Огорёв, Нелюб — голова
- 1604: Приимков-Ростовский, Борис Андреевич
- 1604: Долгоруков, Алексей Григорьевич
- 1605: Мещерский, Юрий
- 1605: Михалков, Фёдор
- 1612: Заруцкий, Иван Мартынович
- 1612: Ляпунов, Владимир Прокопьевич
- 1613: Вельяминов-Зернов, Мирон Андреевич
- 1616: Пушкин, Иван Иванович (по челобитью И. И. Пушкин отпущен и на его место Яков Васильевич Колтовский)
- 1617: Касаткин-Ростовский, Богдан Васильевич
- 1618—1619: Ушаков, Степан Михайлович
- 1619: Засекин, Иван Петрович — 1-й воевода
- 1619: Чевкин, Пётр — 2-й воевода
- 1620: Шаховской Иван Андреевич — воевода Передового полка[2].
- 1625 Волконский, Фёдор Фёдорович Шериха
- 1625: Гагин, Иван Иванович
- 1627: Пущин, Иван Третьяков
- 1627—1629: Засекин, Иван Петрович
- 1627: Лихарев, Фёдор Ермолаевич
- 1629: Беклемишев, Дмитрий
- 1629: Барыков, Василий Степанович
- 1630: Пушкин, Фёдор Иванович — 1-й воевода
- 1630: Рагозин, Иван Степанович — 2-й воевода
- 1635: Чубаров, Алексей Терентьевич — осадный воевода
- 1636—1637: Дябринский, Иван Васильевич
- 1637: Рудаков, Пётр Лаврентьевич
- 1639—1640: Морткин, Василий Фёдорович
- 1640: Рохманинов, Дей Иванович
- 1644—1646: Мещерский, Юрий Афанасьевич
- 1646—1648: Кондырев, Никита Яковлевич
- 1648: Еропкин, Моисей Иванович
- 1651: Павлов, Фёдор Данилович
- 1659: Белелюбский, Иван
- 1664—1665: Трусов, Пётр
- 1678: Толстой Иван Зотиков